# Más se perdió en Cuba
Para el dicho ver más se perdió en Cuba
Más se perdió en Cuba es un programa de televisión que emitió la cadena de televisión española Intereconomía. Fue presentado por Xavier Horcajo (doctor en Ciencias Económicas y licenciado en periodismo) y Victoria Moradell. El programa se emitió todos los sábados a las 22:00 de la noche entre 2005 y en la actualidad 
En septiembre de 2019 reanuda su emisión otra vez en manos de Xavier Horcajo en el mismo horario anterior.

## Polémica
En enero de 2009, el programa emitió un video en el que supuestamente el Gran Wyoming vejaba a una becaria en su programa El Intermedio, de La Sexta. Sin embargo ese vídeo estaba cortado y resultó ser una broma para dejar en evidencia a la cadena Intereconomía, que publicó sin contrastar.

## Premios
En 2013, los servicios informativos de fin de semana del canal recibieron una Antena de oro.

## Donde verse

### Televisión
- El Toro TV (diferentes provincias TDT, a nivel nacional plataformas)
- Además, en las plataformas digitales -en todo el territorio nacional- Movistar TV (canal 124), Vodafone / ONO (canal 201), Orange (canal 84), Euskaltel (canal 981), Telecable (canal 68) y R.Galicia (canal 91), y a través de Internet en www.eltorotv.com.[5]

### Radio
- Radio Intereconomía[5]

### Televisión
- Estos programas: Dando Caña, Pulso Económico, La Redacción Abierta, El Gato al Agua, Más se perdió en Cuba, Ciudadano Cake, España en la Memoria, se emite en:
  - Aragón (La General),
  - Galicia (Telemiño, Santiago TV y Ermes TV),
  - Guadalajara (Alcarria TV),
  - Región de Murcia (Canal 8 Murcia).[5]

### Radio
- Estos programas: Dando Caña, Pulso Económico, La Redacción Abierta, El Gato al Agua, Más se perdió en Cuba se emite en:
  - Libertad FM (España)[6]
    - Libertad FM frecuencias:
    - Almería: 105.0 FM
    - Jaén: 95.3 FM
    - Las Palmas de Gran Canaria: 100.1 FM
    - Madrid: 107.0 FM
    - Málaga: 106.4 FM
    - Marbella: 99.3 FM
    - Santa Cruz de Tenerife: 94.6 FM[7]